# Esenbeckia mejiai
Esenbeckia mejiai är en tvåvingeart som beskrevs av David Fairchild 1942. Esenbeckia mejiai ingår i släktet Esenbeckia och familjen bromsar.
Artens utbredningsområde är Honduras. Inga underarter finns listade i Catalogue of Life.